# Bitwa o Tikrit (2014)
Bitwa o Tikrit – walki toczące się od końca czerwca do połowy lipca 2014 w Tikricie, prowadzone przez irackie wojsko, mające na celu odbicie miasta z rąk bojowników Państwa Islamskiego.

## Przejęcie miasta przez islamistów i masakra na rekrutach
Tikrit to stolica prowincji Salah ad-Din. Było to rodzinne miasto byłego irackiego dyktatora Saddama Husajna. Zostało zajęte przez radykalnych sunnitów i baasistów z Armii Nakszbandi podczas ofensywy w północnym Iraku wieczorem 11 czerwca 2014. Po zajęciu miasta, rebelianci uwolnili z miejscowego więzienia 300 osadzonych.
Ponadto 12 czerwca 2014 dżihadyści dokonali masowych egzekucji. Według islamistów zabito nawet 1700 szyickich żołnierzy. Na podstawie zdjęć z egzekucji umieszczonych w internecie ekspertom wojskowym udało się ustalić śmierć co najmniej 170 żołnierzy. Rozstrzelani zostali rekruci porwani spod bazy wojskowej Speicher. Według analizy Human Rights Watch, do egzekucji doszło w Tikricie nad rzeką Tygrys przy Pałacu Prezydenckim 12 czerwca 2014. Rozstrzelanych miało zostać wówczas 160-190 mężczyzn. Według irackiego ministerstwa ds. praw człowieka zamordowanych w ten sposób zostało 175 rekrutów irackich sił powietrznych. Według późniejszych szacunków HRW i relacji świadka, który przeżył egzekucję, w masakrze zginęło między 560 a 770 osób. Terroryści rozstrzeliwali jeńców na polu przy pałacyku prezydenckim, gdzie następnie zakopano ciała ofiar, oraz bezpośrednio nad rzeką, do której wrzucano zwłoki. Także Wysoka Komisarz ONZ ds. Praw Człowieka Navanethem Pillay stwierdziła, iż ISIS popełniało zbrodnie wojenne, rozstrzeliwując żołnierzy, rekrutów, policjantów i inne osoby z otoczenia irackich sił bezpieczeństwa.

## Szturm armii irackiej na miasto
26 czerwca 2014 rozpoczęła się kontrofensywa irackiego wojska na Tikrit. Armia iracka (IA) dokonała desantu z helikopterów, które wylądowały na stadionie mieszczącym się przy uniwersytecie na północy miasta. W trakcie operacji jedna z maszyn została zestrzelona i runęła na płytę stadionu, a druga uległa awarii. Załoga rozbitego helikoptera wraz z libańskim pilotem została pojmana. Po wylądowaniu desantu rozpoczęły się zacięte walki o budynki uniwersytetu. Armia obsadziła snajperów na dachach budynków. W trakcie prowadzonej równocześnie operacji powietrznej jeden z pocisków trafił w szpital wojskowy, znajdujący się kilkaset metrów na południe od centrum walk. Niemal 50 pracujących tam indyjskich pielęgniarek zostało wywiezionych przez islamistów w nieznane miejsce. Kolejnego dnia toczono walki już na mniejszą skalę o poszczególne budynki uniwersytetu, które były obsadzane przez szyickich bojowników.
W trzecim dniu intensywnych nalotów z wykorzystaniem bomb beczkowych na pozycje rebeliantów, którzy atakowali żołnierzy na terenie kampusu uniwersyteckiego, rozpoczęła się ofensywa lądowa. Kolumna irackich wojsk ruszyła z Samarry i o świcie podeszła od południa do Tikritu. Jedna z kolumn wojskowych skierowała się do bazy sił lotniczych Speicher. Wejście do miasta utrudniało żołnierzom silne zaminowanie dróg. Ponadto islamiści stawili zaciekły opór. W związku z tym bitwa koncentrowała się na obrzeżach miasta, gdzie zginąć miało 60 islamistów. W okolicznej wiosce Al Bu Hajazi w wyniku uderzenia jednego z pocisków z helikoptera zginęło czterech weselników. 29 czerwca 2014, po nieudanych próbach przedostania się do miasta od strony południowej, żołnierze w celu przegrupowania wycofali się do pobliskiej miejscowości Dijala. Rebelianci ruszyli za wycofującą się armią, atakując 20 km od Tikritu.
Równolegle toczyły się krwawe walki o bazę sił powietrznych i uniwersytet na północy miasta, gdzie do boju wysłano czołgi. W trakcie bitwy nad miastem zestrzelony został kolejny helikopter, który rozbił się w okolicach rynku. Armia twierdziła, iż w ciągu 24 godzin zginęło 70 dżihadystów, a także, że przejęto kontrolę nad uniwersytetem. 30 czerwca 2014 siły walczące o uniwersytet i bazę sił powietrznych podjęły próbę połączenia się, jednak nie powiodła się ona po napotkaniu ciężkiego oporu ze strony rebeliantów. Uderzenie na miasto zostało skutecznie odparte przez islamistów i bitwa w jego obrębie zakończyła się niepowodzeniem IA. Walka nadal była toczona na południowym przedpolu Tikritu, jednak próba ataku na miasto nie została przeprowadzona, gdyż w Samarze mobilizowano dodatkowe siły. W trakcie potyczki u bram Tikritu, IA odbiło miejscowość Mukajszifa, zabijając 40 rebeliantów. Łącznie według irackich sił podczas nieudanego szturmu na Tikrit zginęło 110 rebeliantów.

## Dalsze walki i lipcowy szturm na miasto
1 lipca 2014 irackie lotnictwo dokonało szeregu nalotów na pozycje IS w Tikricie. Ponadto w zasadzce ISF zabiło trzech dżihadystów, w tym jednego bojownika z Afganistanu. 3 lipca 2014 jednostki artyleryjskie rozminowywały tereny na południe od Tikritu w tym budynki administracji państwowej. Ponadto siły bezpieczeństwa odbiły pobliską miejscowość Awdża, w której urodził się Saddam Husajn. W walce poległo 30 islamistów. 4 lipca 2014, podczas starć pod Tikritem, zamachowiec-samobójca, poruszający się pojazdem wypełnionym ładunkami wybuchowymi, wysadzając się w powietrze zabił 12 irackich żołnierzy, a 27 ranił. 5 lipca 2014 doszło do kolejnej potyczki pod tamtejszym uniwersytetem. Kolejnego dnia siły IS zaatakowały wojskowy obóz Speicher umiejscowiony na zachód od Tikritu. Stacjonowali tam siły IA oraz milicje szyickie.
14 lipca 2014 IS dokonało ataku na dzielnicę Amirli, który został odparty przez plemiennych wrogów dżihadystów. W walkach śmierć poniosło 5 bojowników IS i 15 bojowników plemiennych. Dzień później siły bezpieczeństwa rozpoczęły w południowych i północnych partiach Tikritu operację pod kryptonimem "Tnący Miecz". Celem operacji był zabezpieczenie kluczowych punktów w mieście. Wojsko twierdziło, że zajęło szpital i akademię policyjną. W trakcie ofensywy żołnierze natrafili na opór postawiony przez snajperów IS. Następnego dnia ISF wycofało się z zajętych pozycji z powodu oporu IS i silnego zaminowania. Ponadto IS ostrzelało dzielnicę Amirli. Ciężkie zmagania między stronami konfliktu trwały 17 lipca 2014 u południowych bram miasta. Rebelianci za pomocą pocisków moździerzowych zaatakowały bazę Speicher, niszcząc dwa helikoptery. Zajęli również drogę prowadzącą do bazy. Dzień później rebelianci ogłosili, iż zdobyli kontrolę nad bazą i lotnisko. Obydwa obiekty zostały jednak odbite przez iracką armię w ciągu 48 godzin. Walki toczyły się również o kontrolę nad głównym szpitalem. 18 lipca 2014 miała miejsce potyczka o tikricki uniwersytet, który był kontrolowany przez ISF. 25 lipca 2014 podczas bombardowań południowej flanki zgrupowania sił rebeliantów, śmierć poniosło 17 dżihadystów.
Kolejne walki pod Tikritem rozegrały się 12 sierpnia 2014. Wówczas w miejscowości Zalaja, leżącej na południe od Tiritu, szyickie bojówki paramilitarne starły się z rebeliantami z IS. W ciężkich walkach poległo 18 szyitów i kilkudziesięciu sunnitów.

## Trzecia próba odbicia Tikritu przez ISF
Ponowny szturm na Tikrit w wykonaniu ISF, szyickich bojówek paramilitarnych miał miejsce 19 sierpnia 2014. Skoordynowany atak na miasto nastąpił z trzech stron - od południa, zachodu oraz północy. Natarcie sił irackich było utrudnione z powodu silnego zaminowania dróg dojazdowych do miasta oraz aktywności islamskich snajperów. Podczas pierwszego dnia III fazy bitwy o Tikrit, nie udało się przebić do centrum miasta, jednak siły sprzymierzonym zdołały odblokować drogę pod miastem łącząca wioskę Uja, leżącą na południe od Tikritu do Bazy Speicher, zlokalizowaną na zachód od bram miasta. Ponadto na południe od Tikritu, siły irackie znalazły się pod ciężkim ostrzałem z karabinów maszynowych i moździerzy. W efekcie tego 20 sierpnia 2014, ISF zostało zmuszone do opuszczenia pozycji w południowo-zachodniej dzielnicy Tikritu, Sziszen az-Zuhur i Abu Ubajd oraz Ad-Dum. Następnego dnia irackie lotnictwo rozpoczęło bombardowanie pozycji IS w centrum miasta i na zachodnich rogatkach Tikritu. 23 sierpnia 2014 amerykański pojazd Humvee przechwycony przez dżihadystów został wykorzystany jako samochód-pułapka, w eksplozji której zginął przywódca milicji szyickiej, biorącej udział podczas bitwy o Tikrit.
1 września 2014, ISF stacjonujące na uniwersytecie tikrickim odparły atak sił IS, zabijając 20 bojowników. Kolejnego dnia siły irackie rozpoczęły kolejny szturm na Tikrit od północnej strony. W towarzyszących temu nalotach, zginęły 34 osoby. 3 września 2014 w wiosce Sumum, 15 km na południe od Tikritu doszło do wybuchu samochodu-pułapki, w wyniku czego zginęło siedem osób. 4 września 2014 zamachowiec-samobójca jadący samochodem wysadził się w powietrze pod Bazą Speicher, w efekcie czego zginęło czterech żołnierzy. Dzień później w podobnym incydencie zginął kolejny żołnierz. Taki sam zamach wydarzył się 12 września 2014 - wówczas zginęły trzy osoby.